# Band on the Run

Band on the Run je studijski album Paula McCartneyja i grupe Wings. Objavljen je 1973. kao peti McCartneyjev album (treći s Wingsima). Postao je njegov najuspješniji album od raspada Beatlesa 1970. 1974. bio je najprodavaniji album godine.
Godine 2000. magazin „Q“ ovaj je album smjestio na 75. mjesto 100 najboljih britanskih albuma. 2003. album je dospio na 418. mjesto Rolling Stoneove liste 500 najboljih ikad snimljenih albuma. Jon Landau, navinar Rolling Stonea,  ovaj je album opisao kao najbolji solo album nekog člana Beatlesa. 
Sniman je u Nigeriji, neposredno nakon što su Paulu otkazali bubnjar i solo gitarist pa su za snimanje albuma Wings svedeni samo na klavijaturisticu Lindu McCartney i ritam gitarista Dennyja Lainea. Godine 1975. osvojio je i nagradu Grammy za najbolju pop izvedbu "dueta, grupe ili zbora". Naslovna skladba i "Jet" postale su hitovi. Pjesma  "Let Me Roll It" koncertni je favorit sve do današnjeg dana. Pjesmu "Picasso's Last Words (Drink To Me)" čine zapravo posljednje riječi velikog slikara koje je McCartney uglazbio na večeri pred zadivljenim Dustinom Hoffmanom. 

## Pozadina
Nakon uspjeha albuma Red Rose Speedway, pjesma  "Live and Let Die" postala je naslovna pjesma istoimenog filma o Jamesu Bondu. Ta je pjesma izašla kao single Wingsa te je postala svjetski hit. U tom trenutku Paul i njegova žena Linda McCartney počeli su razmišljati o novom albumu. Željeli su s Wingsima otići dalje od Velike Britanije. Zamolili su EMI da im pošalje popis svih studija izvan Britanije. Paulu se svidjela ideja o snimanju u Africi te je na koncu sastav odlučio da će snimati u Lagosu u Nigeriji. Uz McCartneyje, u Afriku su trebali putovati i ritam gitarist Denny Laine, gitarist Henry McCullough te bubnjar Denny Seiwell. No, nekoliko tjedana prije odlaska, McCullough je napustio sastav. Za njim je otišao i Seiwell i to noć prije odlaska ostavljajući McCartneyjeve i Dennyja Lainea.
McCartneyjevima, tako ostavljenim na cjedilu, u Lagosu se obratio legendarni glazbenik Fela Kuti zbog straha od plagiranja afričke glazbe (strah je ublažen nakon što je Kuti čuo snimke pjesama). On je jedini čuo nedovršene snimke pjesama u Africi. 
U listopadu sastav se vratio u London. Tamo su dovršili pjesme. "Helen Wheels", single koji je izašao prije albuma na kraju mjeseca, do kraja godine je dospio na ljestvicu 10 najboljih te godine. Prije izlaska "Sastav On The Run" diskografska kuća "Capitol Records" koja je distribuirala album u Ameriku,  na album je dodala i "Helen Wheels" iako McCartney to nije namjeravao učiniti. Na albumima koji su se prodavali u Britaniji nije bilo te pjesme. 

## Pjesme
1. "Band on the Run"
2. "Jet"
3. "Bluebird"
4. "Mrs Vanderbilt"
5. "Let Me Roll It"
6. "Mamunia"
7. "No Words"
8. "Helen Wheels"
9. "Picasso's Last Words"
10. "1985"

## Glazbenici
- Paul McCartney – gitare, bas, bubanj, glasovir, klavijature, perkusije, vokal
- Linda McCartney – orgulje, klavijature, perkusije, vokal
- Denny Laine – gitare, bas, vokal

- Howie Casey – saksofon
- Ginger Baker – perkusije
- Remi Kabaka – perkusije
- Tony Visconti – aranžman gudača